# Джордж V
Джордж V (на английски: George V; * 3 юни 1865, Марлборо хаус, Лондон; † 20 януари 1936, Сандрингам Хаус, Норфолк), роден принц Джордж Фредерик Ърнест Албърт Сакс-Кобург-Гота, е британски монарх, втори син на Едуард VII и Александра Датска.

## Престолонаследник
Втори поред син на принц Едуард, когато е още принц на Уелс, Джордж дълго време остава в сянката на по-големия си брат Албърт и постъпва като офицер във Военноморския флот, където служи вярно на Короната. След преждевременната смърт на Албърт през 1892 г. е привикан в двора вече като престолонаследник.
През 1893 г. се жени за Мери Тек, от която има четирима синове и една дъщеря.

## Управление (1910 – 1936)
Джордж V се възкачва на престола в момент на конституционна криза – спора за бюджета през 1910 г. Консерваторите от Камарата на лордовете са в конфликт с либерално-лейбъристкото мнозинство в Камарата на общините заради социалната политика на правителството. Съгласява се да открие достатъчно перски места за либералите и така да бъде неутрализиран отпорът на консерваторите, като се отказва от правото си да наложи вето върху закона за бюджета.
През 1914 г. избухва Първата световна война. Джордж V прави инспекции на армията, като при една от тях пада от коня и чупи си таза. Тази травма го мъчи до края на живота му.
Под натиска на общественото мнение през 1917 Джордж V сменя името на управляващата династия от Сакс-Кобург-Гота на Уиндзор по името на кралската резиденция замъка Уиндзор. Промяната се налага, защото Англия е във война с Германия и фамлията трябва да звучи като английска, а не немска.
Световната икономическа депресия от 1929 – 1931 г. дълбоко засяга Великобритания, карайки Джордж V да убеди ръководителите на трите политически партии – консерватори, либерали, лейбъристи да съставят коалиционно правителство. Към края на 1920-те години крал Джордж V и неговата династия са сред малкото управляващи короновани особи, които успяват да запазят положението си.
Отношенията между Обединеното кралство и останалата част от Британската империя се променят. През 1918 г. се създава независим парламент в Ирландия, а с  Англо-ирландския договор от 1921 г. островът е разделен на религиозен принцип – южната католическа част се отделя в независима република, а северната – Ълстър, в която преобладава протестантско население, остава под британска власт. Канада, Австралия, Нова Зеландия и ЮАР придобиват право на самоуправление. През 1931 г. се създава Общност на британските нации. Индия също получава известно самоуправление през 1935 г.
Джордж V, за разлика от баба си кралица Виктория и баща си, играе по-скромна роля в държавното управление.
Умира на 20 януари 1936 г., малко след сребърния юбилей на царуването си след серия от бронхитни атаки.

## Брак и потомство
∞ 6 юли 1893 в Кралския параклис в дворец „Сейнт Джеймс“, Лондон, за Мери Тек (26 май 1867 в дворец „Кенсингтън“, Лондон – 24 март 1953 в Марлборо Хаус, Лондон), от която има пет сина и една дъщеря:
- Едуард VIII (23 юни 1894 – 28 май 1972), крал (1936, абдикирал), ∞ 3 юни 1837 за Уолис Симпсън, от която няма деца
- Джордж VI (14 декември 1895 – 6 февруари 1952), крал (1936 – 1952), ∞ 26 април 1923 за лейди Елизабет Боулз-Лайън, от която има две дъщери
- Мери (25 април 1897 – 28 март 1965), кралска принцеса и графиня на Херууд, ∞ 28 февруари 1922 за Хенри Ласел, 6-и граф на Херууд, от когото има двама сина
- принц Хенри (31 март 1900 – 10 юни 1974), херцог на Глостър, ∞ 6 ноември 1935 за лейди Алис Монтагю Дъглас Скот, от която има двама сина
- принц Джордж (20 декември 1902 – 25 август 1942), херцог на Кент, ∞ 29 ноември 1934 за принцеса Марина Гръцка и Датска, от която има двама сина и една дъщеря
- принц Джон (12 юли 1905 – 18 януари 1919)

Джордж е дядо на британската кралица Елизабет II и прадядо на крал Чарлз III.